# Willie Mitchell (musiker)
William Lawrence "Willie" Mitchell, född 1 mars 1928 i Ashland i Mississippi, död 5 januari 2010 i Memphis i Tennessee, var en amerikansk trumpetare och musikproducent. Han började spela trumpet i åttaårsåldern och blev i mitten av 1950-talet känd som orkesterledare i Memphistrakten.
Mitchells mest framgångsrika period var på skivbolaget Hi Records där han själv blev en framgångsrik artist på 1960-talet för att sedan nå sina största framgångar som producent på 1970-talet, inte minst när han samarbetade med Al Green. En viktig milstolpe i deras samarbete var Greens album Let's Stay Together (1972) som Mitchell producerade.